# Arbejdsmiljøuddannelse
Arbejdsmiljøuddannelse for medlemmer af arbejdsmiljøorganisationen på en virksomhed. Tidligere blev arbejdsmiljøuddannelsen kaldt for § 9-kursus.
Den obligatoriske arbejdsmiljøuddannelse skal sikre, at arbejdsmiljørepræsentanter og arbejdsledere i AMO får grundlæggende viden om arbejdsmiljø. Uddannelsen skal desuden medvirke til, at samarbejdet om arbejdsmiljø sker systematisk og inddrager både ledelse og ansatte.
Herunder får kursusdeltagerne vejledning i, hvordan arbejdsskader og arbejdsrelaterede sygdom, såsom stress, forebygges på den enkelte arbejdsplads. De får desuden viden om, hvordan en arbejdsskade skal anmeldes via Arbejdstilsynet.  
Praktiske oplysninger
Den obligatoriske arbejdsmiljøuddannelse varer tre dage, eller hvad der svarer til 22 timer, og afsluttes med et kursusbevis.

## Eksterne kilder og henvisninger
- Om arbejdsmiljøuddannelse for medlemmer af arbejdsmiljøorganisationen fra Arbejdstilsynet